# Partido da República (Ilhas Faroé)

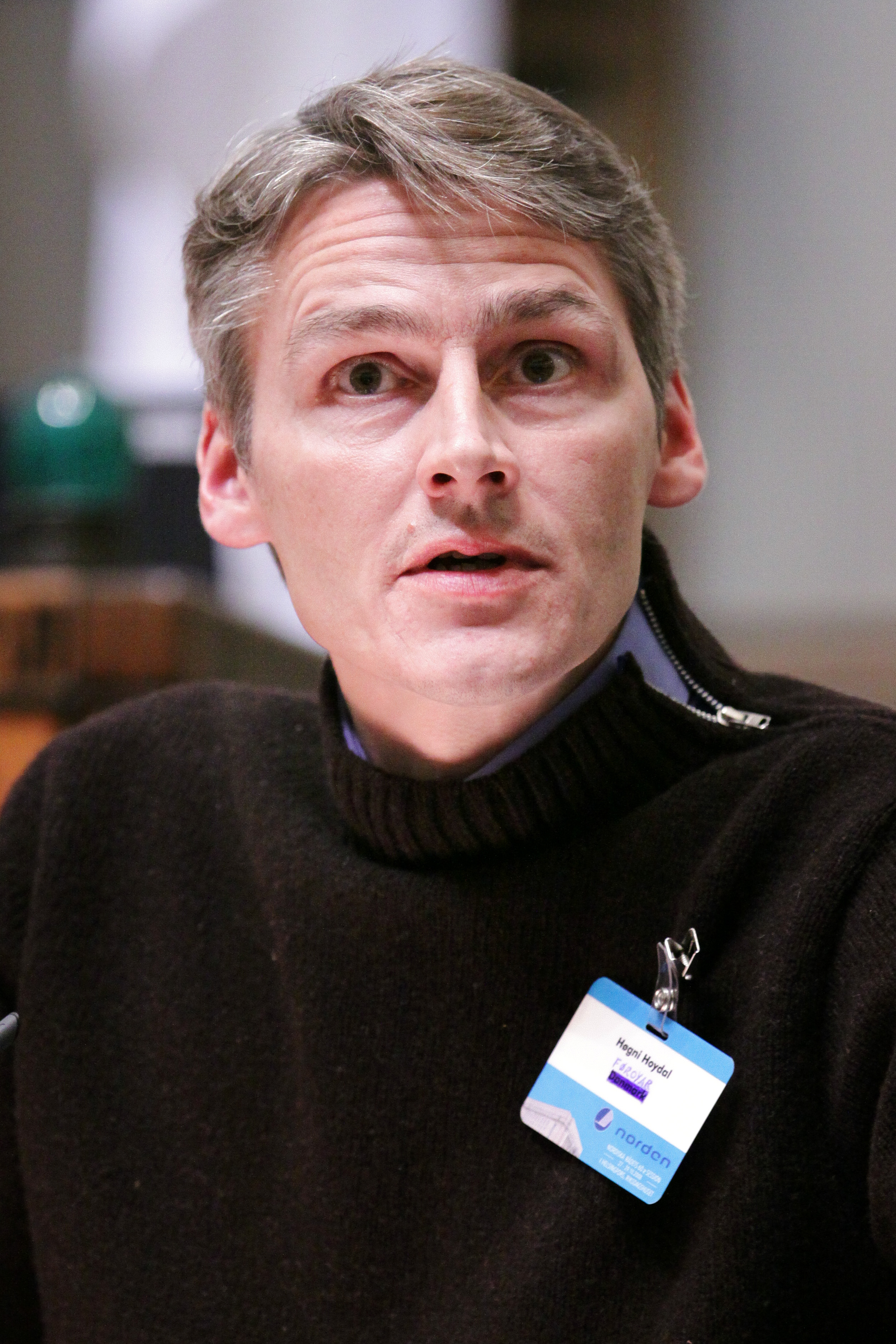
Høgni Karsten Hoydal
Líder do Partido da República

O Partido da República - em faroês Tjóðveldi - é um partido de esquerda independentista das Ilhas Faroé. Foi fundado em 1948.

Nas eleições regionais das Ilhas Faroé em 2011, o Partido da República teve 18,3% dos votos, ganhando 6 lugares dos 33 do Parlamento Regional.

Nas eleições legislativas na Dinamarca em 2015 o partido recebeu 24,5 % dos votos no círculo eleitoral das Ilhas Faroé, tendo conquistado 1 lugar no Parlamento da Dinamarca.

## Resultados Eleitorais

### Eleições regionaisIlhas Feroé
| Data | CI. | Votos | %            | +/-  | Deputados | +/-     | Status   |
| ---- | --- | ----- | ------------ | ---- | --------- | ------- | -------- |
| 1950 | 4.º | 1 145 | 9,8 / 100,0  |      | 2 / 25    |         | Oposição |
| 1954 | 2.º | 3 028 | 23,8 / 100,0 | 14,0 | 6 / 27    | 4       | Oposição |
| 1958 | 2.º | 3 323 | 23,9 / 100,0 | 0,1  | 7 / 30    | 1       | Oposição |
| 1962 | 2.º | 3 281 | 21,6 / 100,0 | 2,3  | 6 / 29    | 1       | Governo  |
| 1966 | 4.º | 3 529 | 20,0 / 100,0 | 1,6  | 5 / 26    | 1       | Oposição |
| 1970 | 2.º | 3 962 | 21,9 / 100,0 | 1,9  | 6 / 26    | 1       | Oposição |
| 1974 | 2.º | 4 461 | 22,5 / 100,0 | 0,6  | 6 / 26    | Estável | Governo  |
| 1978 | 3.º | 4 614 | 20,3 / 100,0 | 2,2  | 6 / 32    | Estável | Governo  |
| 1980 | 3.º | 4 415 | 19,0 / 100,0 | 1,3  | 6 / 32    | Estável | Oposição |
| 1984 | 4.º | 4 921 | 19,5 / 100,0 | 0,5  | 6 / 32    | Estável | Governo  |
| 1988 | 4.º | 5 520 | 19,2 / 100,0 | 0,3  | 6 / 32    | Estável | Governo  |
| 1990 | 4.º | 4 178 | 14,7 / 100,0 | 4,5  | 4 / 32    | 2       | Oposição |
| 1994 | 4.º | 3 501 | 13,7 / 100,0 | 1,0  | 4 / 32    | Estável | Oposição |
| 1998 | 1.º | 6 584 | 23,8 / 100,0 | 10,1 | 8 / 32    | 4       | Governo  |
| 2002 | 2.º | 7 229 | 23,7 / 100,0 | 0,1  | 8 / 32    | Estável | Governo  |
| 2004 | 3.º | 6 890 | 21,7 / 100,0 | 2,0  | 8 / 32    | Estável | Oposição |
| 2008 | 1.º | 7 250 | 23,3 / 100,0 | 1,6  | 8 / 33    | Estável | Oposição |
| 2011 | 3.º | 5 589 | 18,3 / 100,0 | 5,0  | 6 / 33    | 2       | Oposição |
| 2015 | 2.º | 6 691 | 20,7 / 100,0 | 2,4  | 7 / 33    | 1       | Governo  |
| 2019 | 4.º | 6 127 | 18,1 / 100,0 | 2,6  | 6 / 33    | 1       | Oposição |